# My Lady of Spain
"My Lady of Spain" is een nummer van de Nederlandse band The Classics. Het verscheen op hun debuutalbum Yellow Sun of Ecuador uit 1974. In juli 1972 werd het al uitgebracht als de eerste single van het album.

## Achtergrond
"My Lady of Spain" is geschreven door Fred Limpens en Johnny Hoes en geproduceerd door Limpens en Adri-Jan Hoes, de zoon van Johnny. Het nummer werd in 1969 al door groepslid Harrie Broens geschreven en droeg toen de titel "Try It Again". Destijds werd het nummer echter niet uitgebracht. In 1972 werd het lied opnieuw ontdekt door een geluidsman. Het werd vervolgens herschreven door Limpens, die voor platenmaatschappij Telstar als opnametechnicus werkzaam was.
"My Lady of Spain" werd de eerste hit van The Classics en zorgde ook voor de doorbraak van de band in Duitsland, Oostenrijk en België. Het bereikte plaats 21 in de Nederlandse Top 40 en plaats 22 in de Daverende Dertig. Daarnaast kwam het in Vlaanderen tot plaats 21 in een voorloper van de Ultratop 50.

## Hitnoteringen

### Nederlandse Top 40
| Hitnotering: 03-06-1972 t/m 12-08-1972 | Hitnotering: 03-06-1972 t/m 12-08-1972 | Hitnotering: 03-06-1972 t/m 12-08-1972 | Hitnotering: 03-06-1972 t/m 12-08-1972 | Hitnotering: 03-06-1972 t/m 12-08-1972 | Hitnotering: 03-06-1972 t/m 12-08-1972 | Hitnotering: 03-06-1972 t/m 12-08-1972 | Hitnotering: 03-06-1972 t/m 12-08-1972 | Hitnotering: 03-06-1972 t/m 12-08-1972 | Hitnotering: 03-06-1972 t/m 12-08-1972 | Hitnotering: 03-06-1972 t/m 12-08-1972 | Hitnotering: 03-06-1972 t/m 12-08-1972 | Hitnotering: 03-06-1972 t/m 12-08-1972 |
| Week                                   | 1                                      | 2                                      | 3                                      | 4                                      | 5                                      | 6                                      | 7                                      | 8                                      | 9                                      | 10                                     | 11                                     |                                        |
| -------------------------------------- | -------------------------------------- | -------------------------------------- | -------------------------------------- | -------------------------------------- | -------------------------------------- | -------------------------------------- | -------------------------------------- | -------------------------------------- | -------------------------------------- | -------------------------------------- | -------------------------------------- | -------------------------------------- |
| Nummer                                 | 35                                     | 28                                     | 27                                     | 31                                     | 35                                     | 33                                     | 32                                     | 28                                     | 21                                     | 24                                     | 38                                     | uit                                    |

### Daverende Dertig
| Hitnotering week 1: 17-06-1972 Hitnotering week 2 t/m 3: 29-07-1972 t/m 05-08-1972 | Hitnotering week 1: 17-06-1972 Hitnotering week 2 t/m 3: 29-07-1972 t/m 05-08-1972 | Hitnotering week 1: 17-06-1972 Hitnotering week 2 t/m 3: 29-07-1972 t/m 05-08-1972 | Hitnotering week 1: 17-06-1972 Hitnotering week 2 t/m 3: 29-07-1972 t/m 05-08-1972 | Hitnotering week 1: 17-06-1972 Hitnotering week 2 t/m 3: 29-07-1972 t/m 05-08-1972 | Hitnotering week 1: 17-06-1972 Hitnotering week 2 t/m 3: 29-07-1972 t/m 05-08-1972 |
| Week                                                                               | 1                                                                                  |                                                                                    | 2                                                                                  | 3                                                                                  |                                                                                    |
| ---------------------------------------------------------------------------------- | ---------------------------------------------------------------------------------- | ---------------------------------------------------------------------------------- | ---------------------------------------------------------------------------------- | ---------------------------------------------------------------------------------- | ---------------------------------------------------------------------------------- |
| Nummer                                                                             | 10                                                                                 | uit                                                                                | 28                                                                                 | 22                                                                                 | uit                                                                                |

### NPO Radio 2 Top 2000
| Nummer met noteringen in de NPO Radio 2 Top 2000 | '00  | '01 | '02  | '03  | '04  | '05  | '06  | '07  | '08  |
| ------------------------------------------------ | ---- | --- | ---- | ---- | ---- | ---- | ---- | ---- | ---- |
| My Lady of Spain                                 | 1392 | -   | 1804 | 1381 | 1787 | 1839 | 1942 | 1669 | 1729 |

1. ↑  Een '-' betekent dat het nummer niet was genoteerd en een vetgedrukt getal geeft de hoogste notering aan.
2. ↑  2000 was het eerste jaar met een notering voor dit nummer.
3. ↑  Deze tabel is bijgewerkt tot en met de laatste editie (2024).